# Джулія Шеннон
Джулія Шеннон (близько 1812 — близько 1852) — американська фотографка, яка працювала у Сан-Франциско в 1850-х. Перша відома жінка-фотографка у Каліфорнії та, мабуть, єдина жінка, яка на той час працювала фотографкою у Сан-Франциско. Також акушерка

## Біографія
Джулія Шеннон, чиє дошлюбне ім'я невідоме, народилася в Англії близько 1812 року. Станом на 1832 рік була одружена з чоловіком на ім'я Джозеф Шеннон; згодом вона вжила ім'я Джулія Шеннон. Спочатку жила з чоловіком у Нью-Йорку, де між 1833 і 1840 роками народила трьох дітей. Вони переїхали до Сан-Франциско в 1848 або 1849 рр.
Джулія Шеннон спеціалізувалася на дагеротипах. У 1850 році, в розпал «Каліфорнійської золотої лихоманки», вона в січневому номері «San Francisco Alta» розмістила наступну рекламу:
«Повідомлення — дагеротипи, зняті леді. —Тим, хто бажає мати гарне зображення, повідомляємо, що їм його може зробити справжня жива леді, ще й і дуже якісно, на вулиці Клей, навпроти готелю Сент-Френсіс, за дуже помірну ціну. Зателефонуйте їй, панове»
Цю реклама Шеннон розмістила лише через рік після приїзду першого фотографа у Сан-Франциско, Річарда Карра, і явно мала намір скористатися цінністю свого статусу як жінки-фотографки. Єдина інша жінка, пов'язана з професією фотографії, яка була перелічена в місцевих виданнях і довідниках 1850-х, була колористкою для одного з конкурентів Шеннон, що робило ймовірним, що Шеннон була єдиною жінкою, яка на той час займалася дагеротипією. Другою задокументованою фотографкою у місті була місис Аманда М. Генюнг зі Стоктона, дагеротипістка, яка створила магазин у Сан-Франциско в 1860 р.
З подальшої реклами в цій же публікації випливає, що Шеннон також була акушеркою.
У 1851 р. катастрофічна пожежа, яка знищила чверть міста, знищила два будинки, якими Шеннон володіла на вулиці Сакраменто; їх оцінили в 7000 доларів (еквівалент понад 400 000 доларів у 2015 році), що вказує на те, що вона була досить забезпеченою. Відомо, що жоден з її дагеротипів не зберігся.